# Santo Domingo de la Calzada

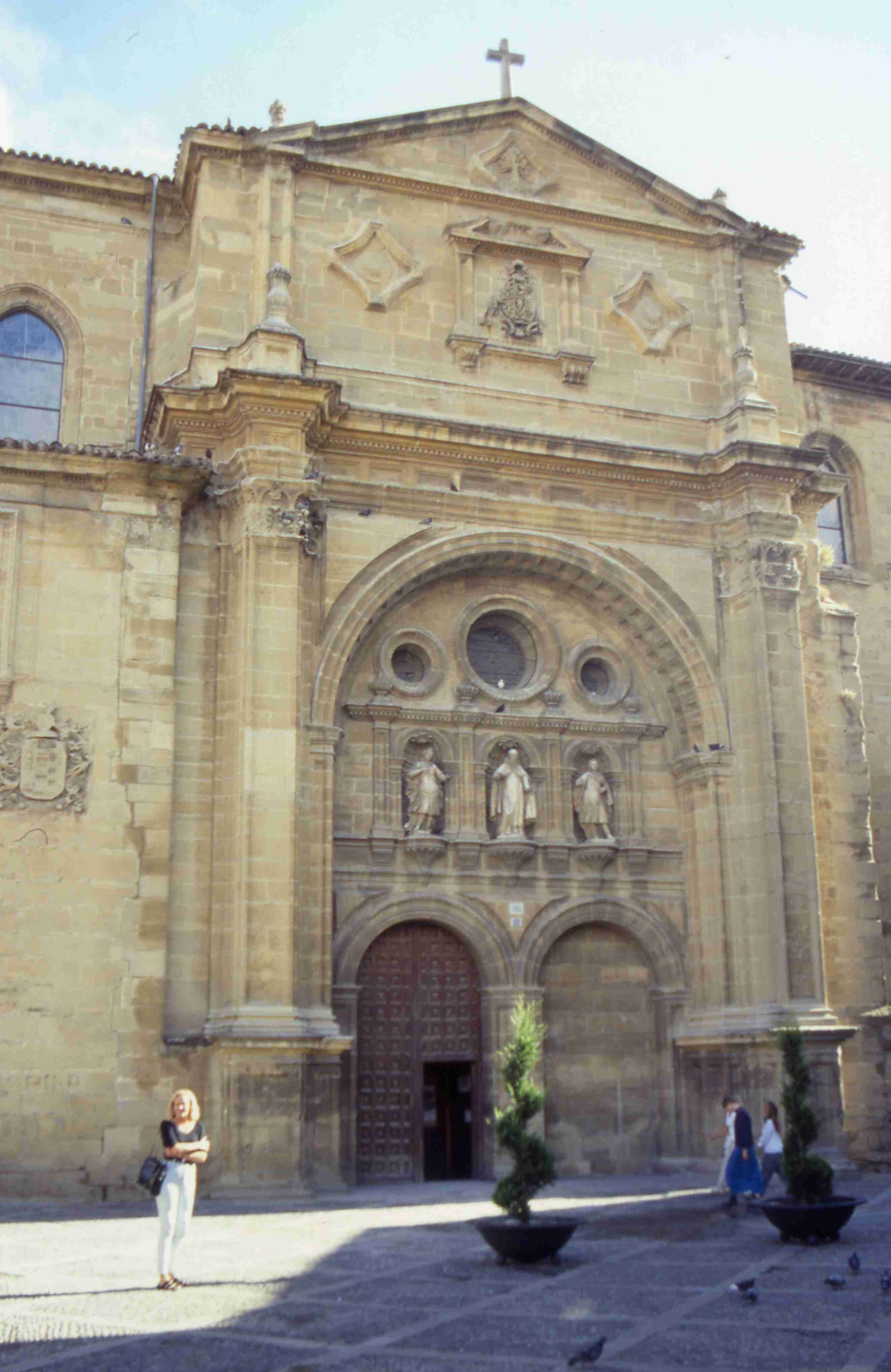
Südportal der Kathedrale

Santo Domingo de la Calzada ist eine nordspanische Kleinstadt und Gemeinde (municipio) mit 6.348 Einwohnern (Stand: 2024) am Jakobsweg Camino Francés in der Autonomen Region La Rioja.
Ihr Name ist identisch mit dem ihres Gründers, der – gemäß der Überlieferung – für die vorbeiziehenden Pilger eine Brücke und ein Hospital erbaute sowie Wege anlegte und befestigte. Bekannt ist die Stadt auch für das Hühnerwunder, zu dessen Erinnerung ein (von einem  Hühnerpaar bewohnten) Hühnerstall in der Kathedrale angebracht wurde. Das Stadtwappen nimmt zum Teil Bezug auf die überlieferten Legenden.

## Lage und Klima
Die Kleinstadt Santo Domingo de la Calzada liegt nördlich der Sierra de la Demanda am Río Oja, einem Nebenfluss des Río Tirón, in einer Höhe von ca. 640 m. Die nächstgrößere Stadt ist Haro (ca. 20 Fahrtkilometer nordöstlich); Logroño, die Hauptstadt der Provinz Rioja, befindet sich etwa 48 km östlich; auf dem Weg dorthin liegt das sehenswerte Städtchen Nájera. Das Klima im Winter ist rau, im Sommer dagegen trocken und warm; Regen (ca. 615 mm/Jahr) fällt überwiegend im Winterhalbjahr.

## Bevölkerungsentwicklung
| Jahr      | 1857  | 1900  | 1950  | 2000  | 2018  |
| Einwohner | 3.835 | 3.826 | 5.027 | 5.724 | 6.231 |

Die Mechanisierung der Landwirtschaft und die Aufgabe von bäuerlichen Kleinbetrieben haben im 20. Jahrhundert zu einer Zuwanderung aus den ländlichen Gebieten in der Umgebung und zu einem deutlichen Bevölkerungsschub geführt.

## Wirtschaft
Die Landwirtschaft, zu der auch ein wenig Viehzucht (z. B. Schweine, Hühner) gehörte, spielte seit jeher die wichtigste Rolle für die Bevölkerung der Region; im Ort selber entwickelten sich auch Handwerk, Handel und Dienstleistungsgewerbe. Im 19. und 20. Jahrhundert kamen kleinere Industriebetriebe hinzu. Mehrere Häuser des Ortes werden heutzutage als Ferienwohnungen (casas rurales) vermietet.

## Geschichte
Funde aus keltischer, römischer, westgotischer und selbst aus islamisch-maurischer Zeit wurden auf dem Gemeindegebiet bislang nicht gemacht. Die Gründung des Ortes geht wohl noch auf das 9. oder. 10. Jahrhundert zurück, doch gilt der im ca. 15 km westlich gelegenen Nachbarort Viloria de Rioja geborene Domingo García, genannt Santo Domingo de la Calzada (1019–1109), als dessen eigentlicher Gründer. Die erste urkundliche Erwähnung des Ortsnamens stammt aus dem Jahr 1136. In den Jahren 1187 und 1207 gewährte Alfons VIII. der im damals im Grenzgebiet zwischen den Königreichen Navarra und Kastilien liegenden Stadt erhebliche Rechte und Privilegien (fueros). Heinrich II. von Kastilien starb hier im Jahr 1379. Im 14. und 15. Jahrhundert entstand eine Stadtmauer (muralla).

## Sehenswürdigkeiten

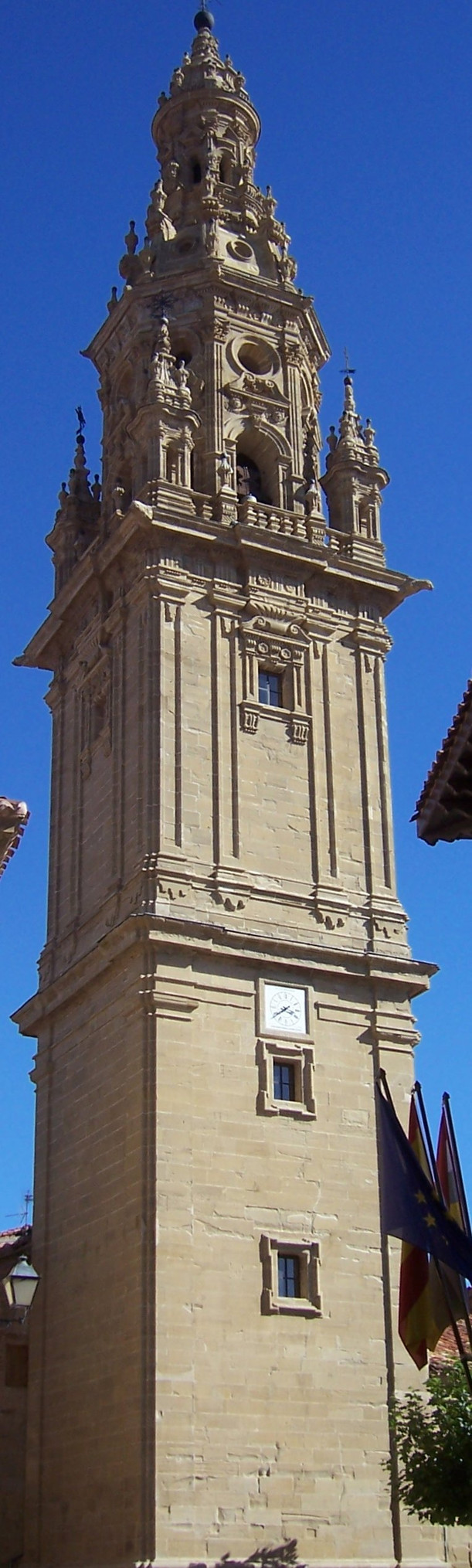
Turm der Kathedrale (18. Jh.)

- Die spätgotische Kathedrale von Santo Domingo de la Calzada wurde unter Einbeziehung eines älteren, romanischen Vorgängerbaus errichtet, der im Jahre 1068 begonnen und im Jahre 1106 geweiht wurde. Von ihm ist vor allem die romanische Apsis mit reichem Skulpturenschmuck erhalten.
- Der Pilgerweg im Herzen der Altstadt ist von Häusern aus dem 18. und 19. Jahrhundert gesäumt. Einige der Häuser tragen steinerne Wappenschilde.
- Der sehenswerte Hauptplatz (Plaza de España) mit dem Rathaus (ayuntamiento) ist von Arkadenhäusern umgeben.
- Die mehrbogige Steinbrücke über den Rio Oja stammt ebenfalls aus dem 18. Jahrhundert; sie wurde allerdings wiederholt restauriert.

## Feste und Feiertage
- Santo Domingo (1.–15. Mai). (25. April La Gaita; 1. Mai Los Molletes; 10. Mai Los Ramos; 11. Mai La Rueda; 12. Mai El Santo Domingo; 15. Mai San Isidro)
- Gracias y Hermosilla (17. September Gracias; 18. September Hermosilla).
- Feria de la Concepción (Mariä Empfängnis) und Mittelalter-Markt, zwischen dem 4. und 8. Dezember

## Persönlichkeiten
- Domingo de la Calzada (um 1019–1109), Stadtgründer
- Heinrich II. (1334–1379), starb in Santo Domingo de la Calzada
- Damià Forment (um 1480–um 1540), Bildhauer
- Gustavo Bueno (1924–2016), Philosoph, Vertreter des philosophischen Materialismus

## Partnerstadt
- Winnenden, Baden-Württemberg